# Église de Kontiolahti
L’église de Kontiolahti (en finnois : Kontiolahden kirkko) est située à  Kontiolahti dans la région de Carélie du Nord en Finlande.

## Description
L'édifice est conçu par Georg Wilenius et Axel Hampus Dalström.
L'église avec sa sacristie et son clocher mesure 42,3 mètres de long et 20,65 mètres de haut. Elle offre 1 000 sièges.
Le retable représentant la crucifixion est peint par Yrjö Ollila en 1929.